# Dominik Vogt
Dominik Vogt (* 5. Juli 1998 in Pinneberg) ist ein deutscher Handballspieler, der bei der SG Hamburg-Nord unter Vertrag steht.

## Karriere
Dominik Vogt wechselte 2012 von der HSG Pinnau zum Handball Sport Verein Hamburg. Dort durchlief er die Jugend-Mannschaften des Vereins und schaffte es in den Kader der Jugend-Nationalmannschaft (2 Länderspiele). Das erste Spiel mit der Herrenmannschaft machte er am 31. März 2017 gegen den TSV Altenholz in der 3. Handball-Liga, welches 37:34 gewonnen wurde. Bei diesem Heimsieg konnte Vogt sogar direkt seinen ersten Treffer erzielen. Im gleichen Jahr unterschrieb Vogt seinen ersten Vertrag in Hamburg. In der Saison 2017/18 schaffte er mit dem HSVH den Aufstieg in die 2. Handball-Bundesliga. Mit dem Handball Sport Verein Hamburg stieg er 2021 in die Bundesliga auf. Anschließend verließ er den Verein und legte eine Pause ein. Im November 2021 unterschrieb Vogt einen Vertrag beim Drittligisten HG Hamburg-Barmbek. Nachdem Barmbek im Jahr 2022 abgestiegen war, schloss er sich dem Drittligaaufsteiger SG Hamburg-Nord an.